# Delta Centauri
Delta Centauri (δ Cen / δ Centauri) ist ein Be-Stern im Sternbild Centaurus.
Delta Centauri hat eine scheinbare Helligkeit von +2,52 mag und wird üblicherweise als Stern der Spektralklasse B2 IVne klassifiziert.